# Щербак, Олеся Вадимовна
Олеся Вадимовна Щербак (род. 2 апреля 1998) — российская футболистка, нападающий. Выступала за юношескую и молодёжную сборную России.

## Биография
Воспитанница Училища олимпийского резерва города Звенигород. В течение нескольких сезонов выступала за младшие команды УОР в первом и втором дивизионах России и в чемпионате Московской области. Двукратный бронзовый призёр первого дивизиона России (2014, 2015).
В 2017 году выступала в высшей лиге за клуб «Россиянка». Дебютный матч в чемпионате сыграла 18 апреля 2017 года против «Енисея», заменив на 75-й минуте Татьяну Степанову. Всего за сезон сыграла 8 матчей в высшей лиге. В Кубке России 2017 года стала автором гола в четвертьфинальном матче с «Енисеем» (2:1). Приняла участие в обоих матчах женской Лиги чемпионов против исландского «Стьярнана».
В 2019 году приняла участие в матчах чемпионата России по пляжному футболу за команду «Руки Верх» (Москва).